# 莊銘淵
莊銘淵（1973年6月25日—），臺灣民主進步黨籍政治人物，現任新北市永和區後溪里里長。

## 生平
莊銘淵出生於臺北市，1990年代末遷居臺北縣永和市。就學於臺北縣永和市網溪國民小學、臺北縣立永和國民中學、臺北市立大安高級工業職業學校，畢業於華夏工業專科學校。1999年加入民主進步黨，早年曾擔任立委許榮淑國會助理，其後擔任民進黨新北市黨部永和區主任。
2010年莊銘淵首度參與選舉，在永和區後溪里挑戰連任多屆的中國國民黨籍里長黃標樑。其以「少年、好找、24小時服務」為競選口號，並透過派發年曆卡、挨家挨戶登門拜訪，瞭解選民情況和需求、做家訪筆記等方式，讓在地的選民留下印象。莊銘淵在該次選舉超過對手160多票，當選臺北縣改制為新北市後，首屆永和區後溪里里長，其後四次競逐連任皆當選。
2023年5月，民進黨以「民主大聯盟」模式與無黨籍政治評論員李正皓合作參選新北市第九選舉區（永和與中和秀安地區）立法委員。莊銘淵在民進黨徵召李正皓前，曾公開表示願意承擔，毛遂自薦挑戰連任六屆的時任國民黨籍立委林德福。在民進黨徵召李正皓後，莊銘淵宣布會「報備參選」永和立委，但其後民進黨指出沒有所謂報備參選的機制。
2023年6月，李正皓因捲入偷拍爭議而宣布退選，民主進步黨主席賴清德在徵詢相關人士意見後，同年7月拍板決定徵召莊銘淵參選永和立委。莊銘淵在選舉過程中被譏為「越級打怪」，以「工兵精神」為口號，在選區內透過背包氣球掃街、站路口、徒步或騎腳踏車拜票等方式爭取支持。
週刊報導永和區永福里里長陳紫渝與一名員警交往後，莊銘淵在2023年7月19日發文指出，「做好里長不容易，應『盡量避免華而不實的花邊新聞』」而引發爭議。民進黨中央隨後發出聲明要求莊銘淵道歉，多名民進黨女性公職人員指出，莊銘淵的性別平權觀念完全不及格。莊銘淵隨後刪除貼文，指出造成民眾或陳紫渝誤解感到非常遺憾，向陳紫渝及其他民眾致歉。
莊銘淵最終得票29.7%落選，比上次民進黨候選人的37.7%低了八個百分點。

## 選舉紀錄
| 年度 | 選舉屆數             | 選舉區             | 所屬政黨   | 得票數 | 得票率  | 當選標記 | 備註 |
| ---- | -------------------- | ------------------ | ---------- | ------ | ------- | -------- | ---- |
| 2010 | 第一屆後溪里里長選舉 | 新北市永和區後溪里 | 無黨籍     | 656    | 57.19%  |          |      |
| 2014 | 第二屆後溪里里長選舉 | 新北市永和區後溪里 | 民主進步黨 | 719    | 67.76%  |          |      |
| 2018 | 第三屆後溪里里長選舉 | 新北市永和區後溪里 | 民主進步黨 | 657    | 57.83%  |          |      |
| 2022 | 第四屆後溪里里長選舉 | 新北市永和區後溪里 | 民主進步黨 | 840    | 100.00% | 同額競選 |      |
| 2024 | 第十一屆立法委員選舉 | 新北市第九選舉區   | 民主進步黨 | 50,613 | 29.73%  |          |      |

## 外部連結
- 莊銘淵的Facebook專頁